# Campionat del món de ciclisme en pista de 1935
El Campionat Mundial de Ciclisme en Pista de 1935 es va celebrar a Brussel·les (Bèlgica) del 10 al 18 d'agost de 1935.
Les competicions es van celebrar l'Estadi del Jubileu de Brussel·les. En total es va competir en 3 disciplines, 2 de professionals i 1 d'amateurs.

## Resultats

### Professional
| Prova                | Or                         | Argent                        | Bronze                   |
| Velocitat individual | Jef Scherens · Bèlgica     | Albert Richter · Tercer Reich | Louis Gérardin · França  |
| Darrere moto         | Charles Lacquehay · França | Erich Metze · Tercer Reich    | Georges Ronsse · Bèlgica |

#### Amateur
| Prova                | Or                          | Argent                         | Bronze                            |
| Velocitat individual | Toni Merkens · Tercer Reich | Arie van Vliet · Països Baixos | Jef van de Vijver · Països Baixos |

## Medaller
| Pos. | País          | Or | Plata | Bronze | Total |
| 1    | Tercer Reich  | 1  | 2     | 0      | 3     |
| 2    | Bèlgica       | 1  | 0     | 1      | 2     |
| -    | França        | 1  | 0     | 1      | 2     |
| 4    | Països Baixos | 0  | 1     | 1      | 2     |